# Parque nacional natural Podilski Tovtry
El parque nacional natural Podilski Tovtry (en ucraniano: Націона́льний приро́дний парк «Поді́льські То́втри) es un parque nacional, situado en el óblast de Khmelnytskyi en la región sur de Ucrania. Es el área natural protegida más grande de esa nación.

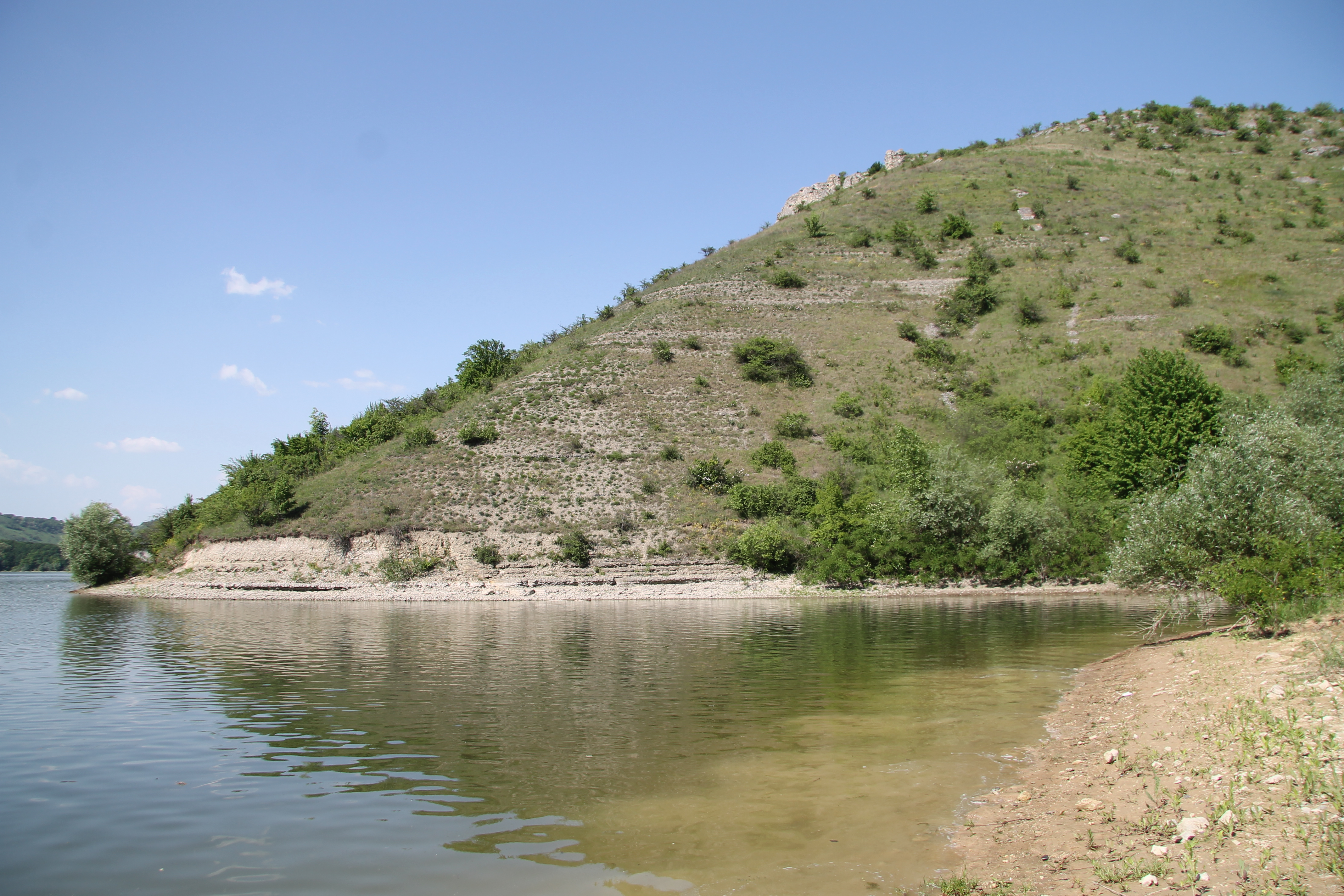
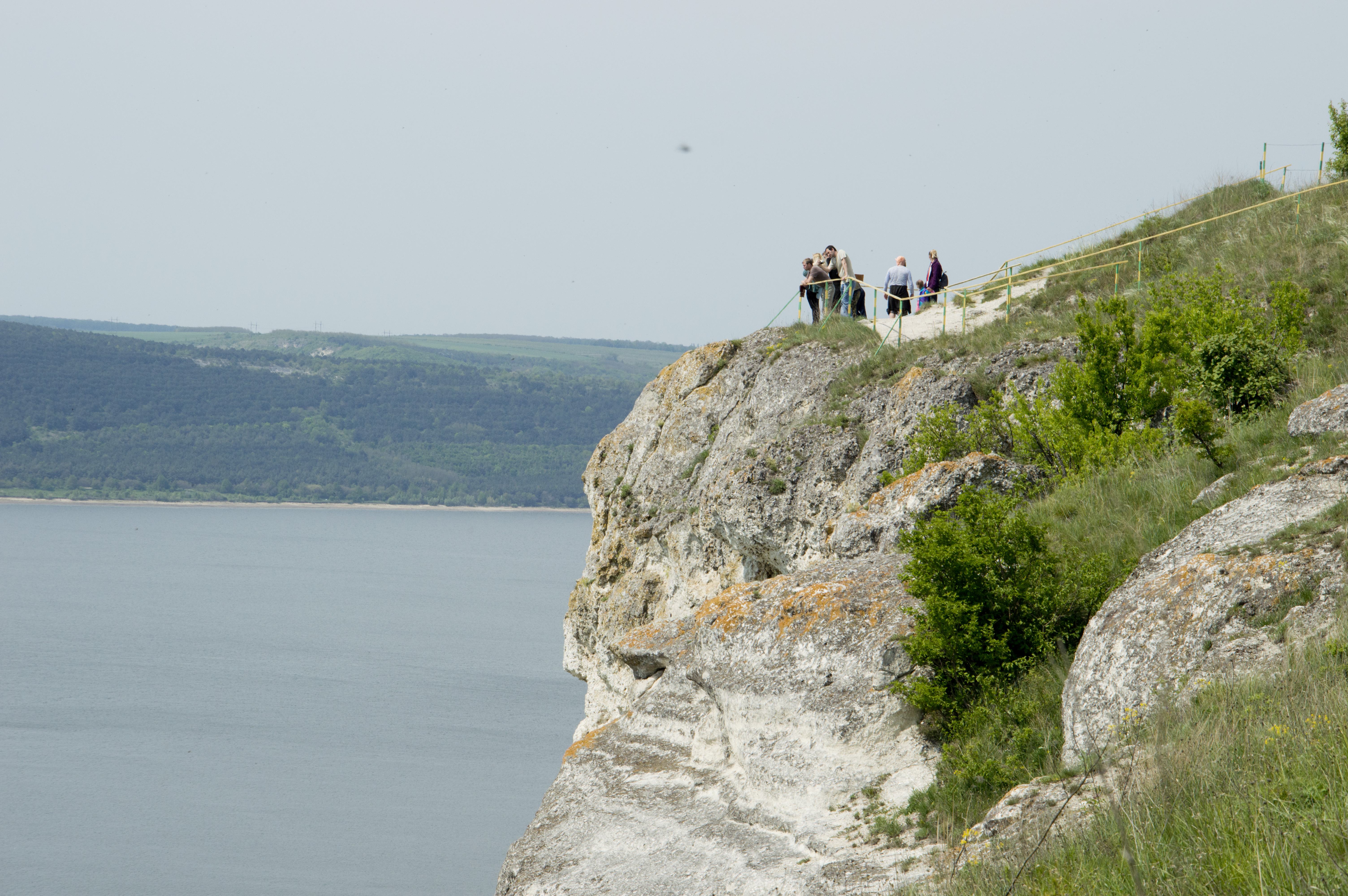
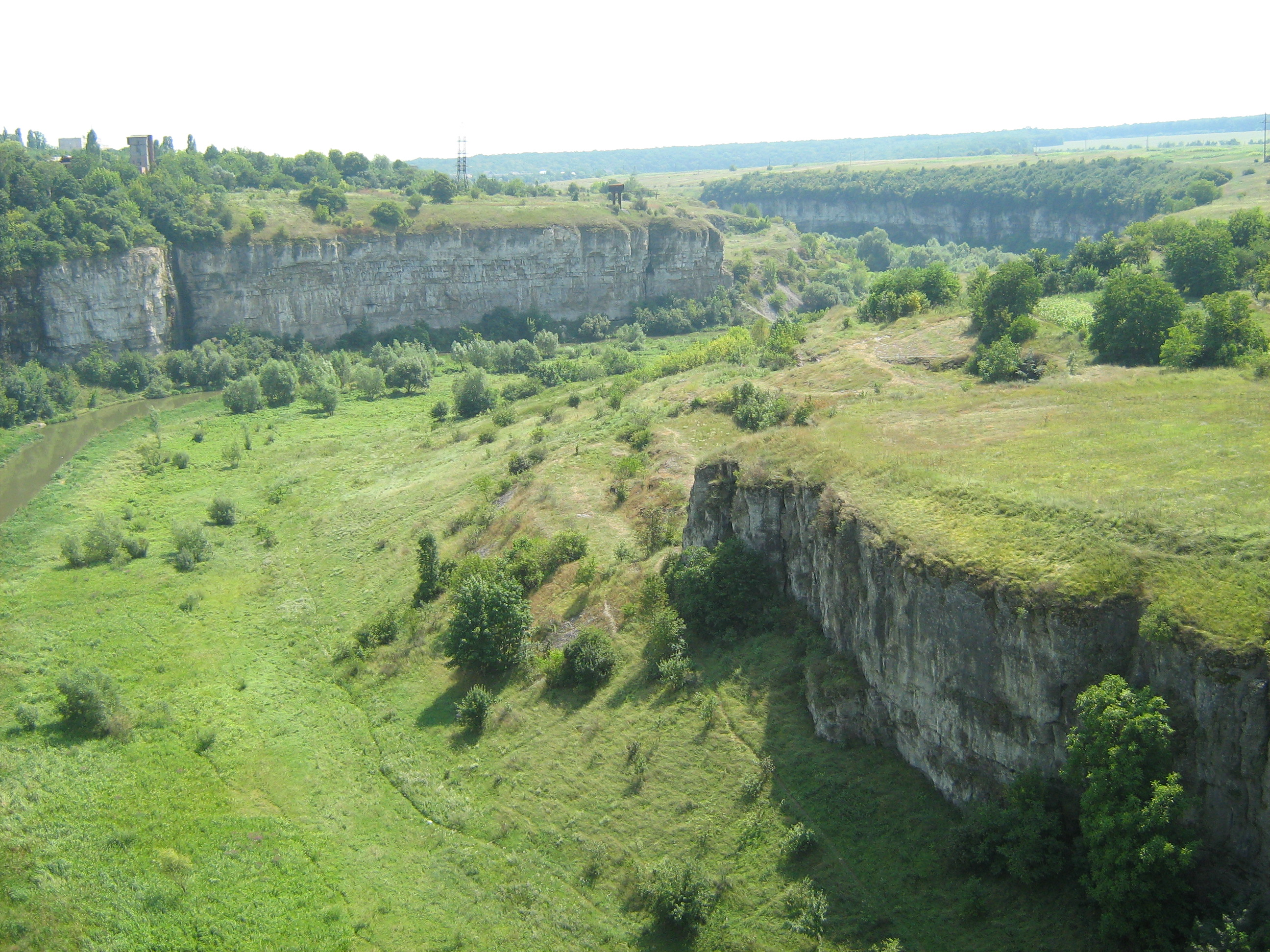
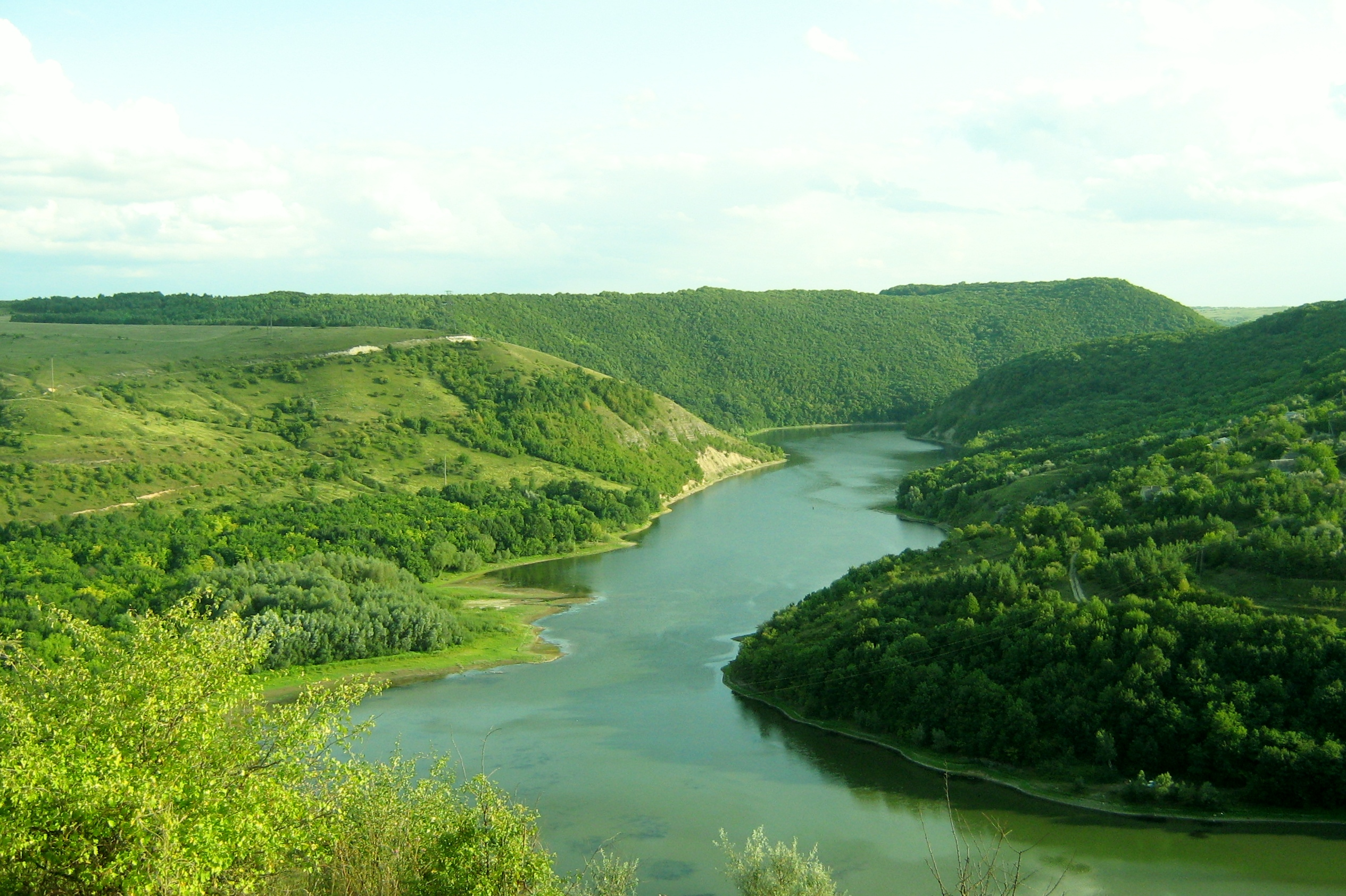
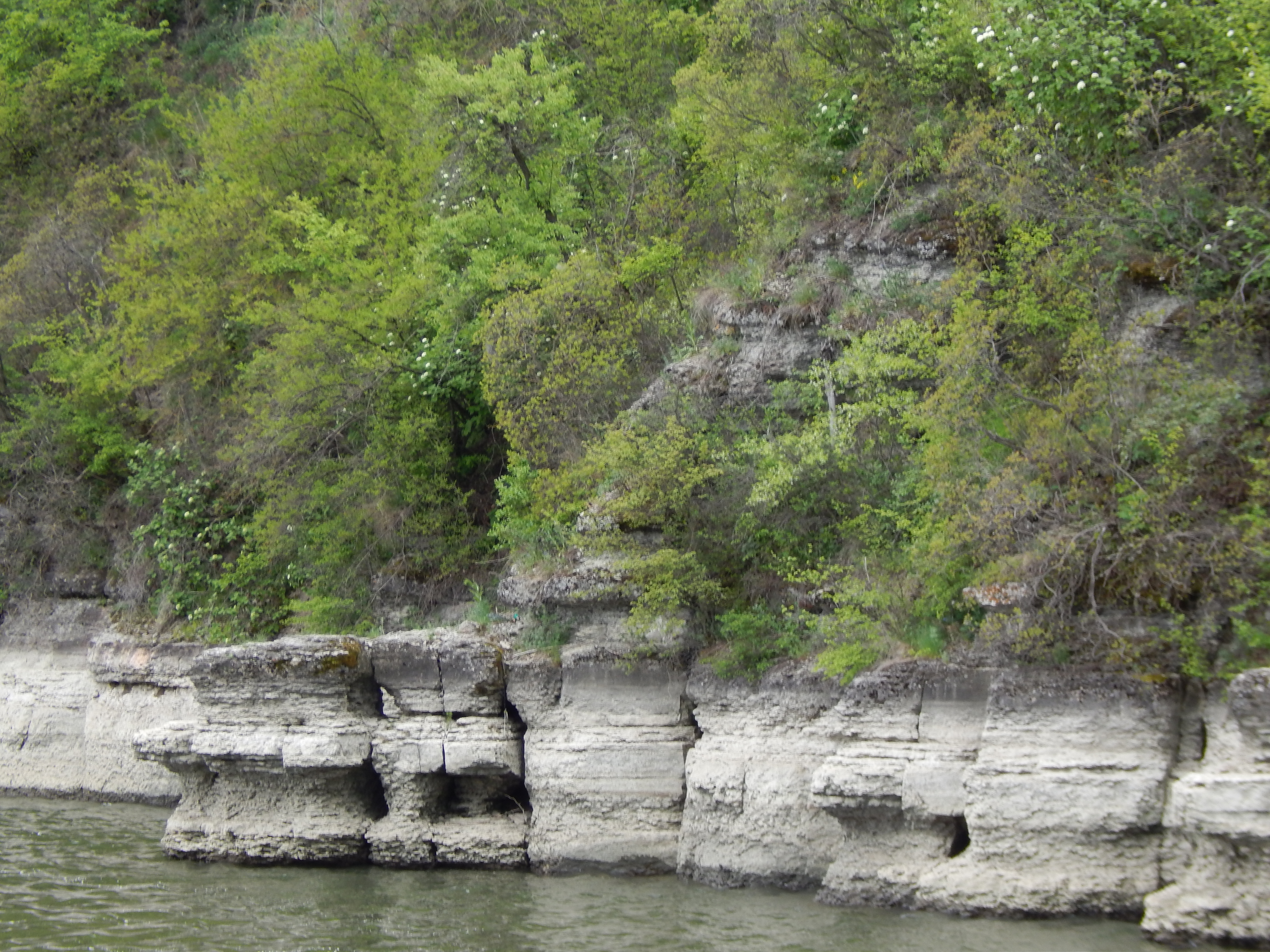
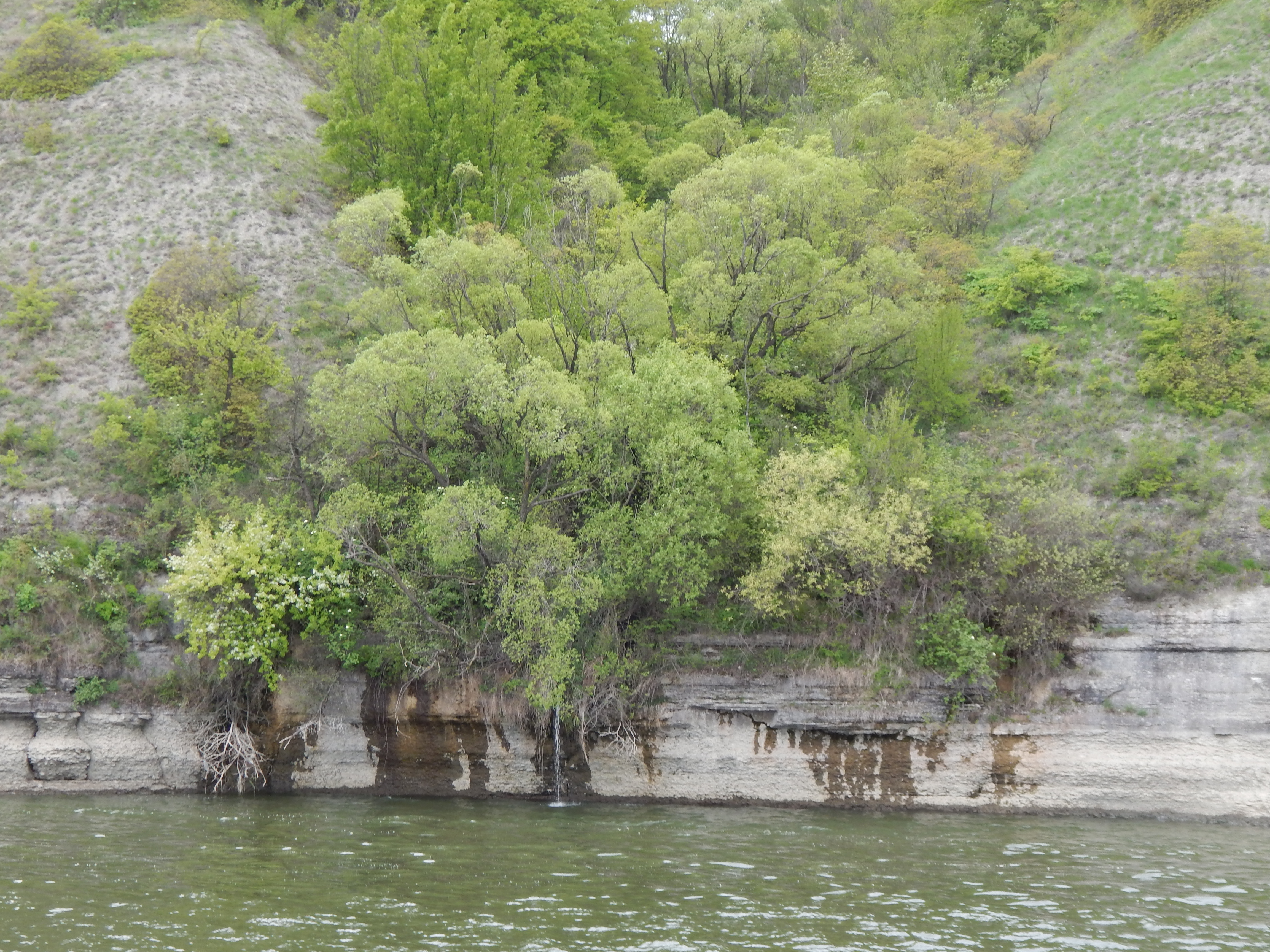
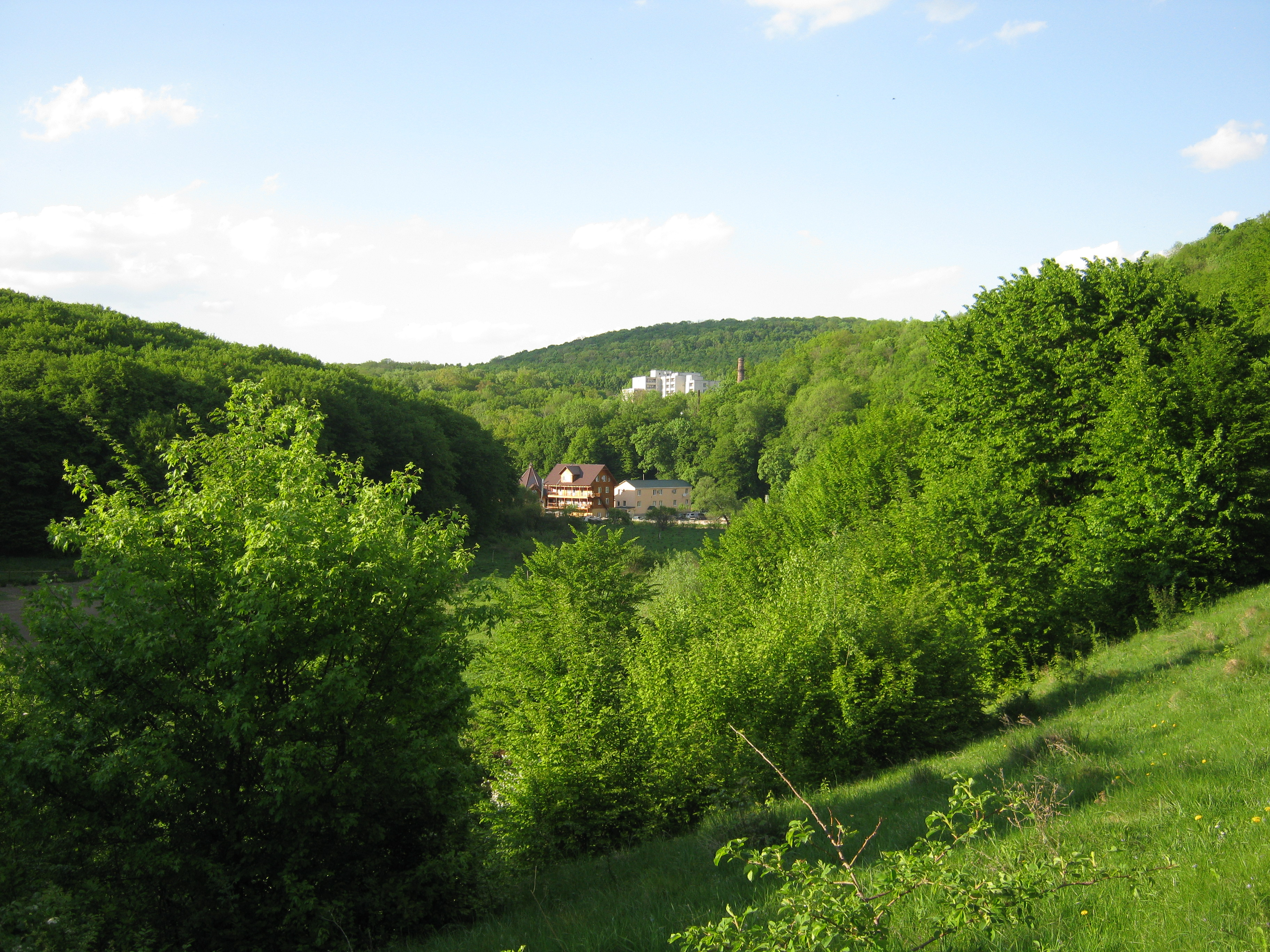

El parque nacional natural "Podilski Tovtry" fue creado por el decreto N.º 476/96 del Presidente de Ucrania, Leonid Kuchma, del 27 de julio de 1996, con el fin de mantener y proteger el paisaje natural de la región. El parque es una institución recreativa, de protección a la naturaleza, además cultural, y para investigación científica de importancia nacional.